# JoJo's Bizarre Adventure
Jojo's Bizarre Adventure (izvorno: ジョジョの奇妙な冒険) je japanski manga serijal koji je napisao i ilustrirao Hirohiko Araki. Od 1989. do 2004. je izlazilo u Weekly Shonen Jumpu, a od 2005. do danas u Ultra Jumpu. Radnja je podijeljena na 9 dijelova od kojih svaki ima svoju vlastitu radnju i vlastitog protagonista iz obitelji Joestar. 
Araki je veliki ljubitelj zapadnjačke glazbe i neke od likova je nazvao po svojim najdražim izvođačima. Njegova najveća inspiracija su bili rock sastavi iz 1980-ih i američki izvođač Prince. Isto tako je veliki obožavatelj Italije i visoke mode i zato svim likovima daje bizarna odijela.
Serijal je imao nekoliko anime adaptacija. Najpoznatija je adaptacija David Productions-a iz 2012. koja se trenutno nalazi na šestom dijelu serijala.

## Radnja

### Prva stvarnost
1. dio: Phantom Blood (ファントムブラッド Fantomu Buraddo,1987.):
Radnja je smještena u kasnom 19. st. u Engleskoj gdje mladi plemić Jonathan Joestar dolazi u sukob sa svojim posvojenim bratom Diom Brandom koji postaje vampir nakon što misteriozna kamena maska probudi nove moći skrivene u njegovom mozgu. Jojo upoznaje talijanskoga majstora Hamona Willa A. Zeppelija i Roberta E.O. Speedwagona i zajedno s njima ide u pohod na Diovu vojsku zombija.
2. dio: Battle Tendency (戦闘潮流 Sentō Chōryū,1987. – 1989.):
Jonathanov unuk Joseph koji je naslijedio njegov talent za Hamon se seli zajedno sa svojom bakom Erinom u New York. Tamo saznaje kako je njegov ujak Speedwagon ubijen u iskopini u Meksiku. Joseph odlučuje istražiti njegovu smrt i tako se upleo u povratak Ljudi iz Kamena (Pillar Men) koji su napravili prvu kamenu masku koja pretvara ljude u vampire. Njihov cilj je doći to crvenog kamena koji će ih u kombinaciji s kamenom maskom pretvoriti u savršena bića koja će uništiti svijet. Joseph se u Italiji udružuje s Zeppelijevim unukom Caesarom i njegovom mentoricom Lisom Lisom koja je naslijedila crveni kamen od prijašnjih majstora Hamona.
3. dio: Stardust Crusaders (スターダストクルセイダース Sutādasuto Kuruseidāsu,1989. – 1992.):
Nakon Diovog povratka, Jotaro Kujo (Josephov unuk) misli da ga proganjaju zli duhovi i zato odlazi u zatvor kako ne bi naudio drugima. Joseph dolazi u Japan kako bi objasnio Jotaru da je dobio natprirodnu moć zvanu Stand zato što je Dio (koji je uzeo Jonathanovo tijelo) dobio Stand i sada su svi članovi njegove obitelji također dobili Standove. Nedugo nakon toga Jotarova majka Holly pada u komu jer je psihički preslaba da bi imala stand i počinje umirati. Jotaro, Joseph i još četvero njihovih suputnika (Avdol, Kakyoin, Polnareff i pas Iggy) koje će upoznati uz njihov put do Kaira imaju 50 dana da ubiju Dia i pomognu Holly da se vrati iz kome.
4. dio: Diamond is Unbreakable (ダイヤモンドは砕けない Daiyamondo wa Kudakenai,1992. – 1995.):
Radnja četvrtog dijela se odvija u fiktivnom japanskom gradu Morioh u 1999. Jotaro dolazi u Morioh reći Josukeu Higashikati da je on Josephov izvanbračni sin i da će dobiti dio njegovog nasljedstva. Jotaro je došao u Morioh i zato što je ovdje nedavno viđena strijela koja ljudima pogođenima njome daje Stand, a u gradu je broj ljudi sa Standovima znatno veći od normale. S vremenom Josuke upoznaje nove prijatelje, otkrivaju tajnu strijele i kreću u potragu za misterioznim serijskim ubojicom koji je glavni antagonist ovog dijela i po mnogima jedan od najboljih zlikovaca iz serijala.
5. dio: Vento Aureo (黄金の風 Ōgon no Kaze,1995. – 1999.):
Jotaro šalje Koichija u Napulj da upozna Diovog sina Giorna Giovannu i saznao kakva je osoba. Koichi tamo otkriva da je Giorno potpuno drugačiji od svog oca i kako je njegov cilj reformirati talijansku mafiju iz zle organizacije koja prodaje drogu djeci u nešto ljepše. Giorno kasnije upoznaje Bruna Bucciaratija i njegovu grupu unutar mafije u kojoj svatko ima svoj Stand. Nakon smrti jednog od capoa, Bruno vodi grupu na Capri gdje se nalazi njegovo blago, gdje dobivaju na zadatak dopremiti šefu njegovu kćer Trish. Na putu se konstantno sukobljavaju s članovima suparničke mafije koji žele otkriti šefov identitet.
6. dio: Stone Ocean (ストーンオーシャン Sutōn Ōshan, 2000. – 2003.):
Šesti dio je smješten u 2011. u Green Dolphin St. zatvoru na Floridi u kojem se nalazi Jolyne Kujo. Njezin otac Jotaro dolazi u zatvor kako bi ju upozorio da je to ubojstvo bilo namješteno kako bi ju ovdje ubio jedan od Diovih štovatelja i zato poklanja joj ukras koji kasnije budi njezin Stand. Zatvorski svećenik Enrico Pucci napada Jotara i Joylne i uzima Jotarova sjećanja i njegov Stand koje njegov Stand pohranjuje u obliku CD-a. Jolyne se udružuje s zatvorenicom Ermes Costello kako bi povratile Jotarov Stand i zaustavile Puccijov plan da preuredi svemir po Diovim idealima.

### Druga stvarnost
7. dio: Steel Ball Run (スティール・ボール・ラン Sutīru Bōru Ran, 2004. – 2011.):
Gyro Zepelli dolazi u Ameriku kako bi sudjelovao u preko-kontinentalnoj konjskoj utrci Steel Ball Run kako bi oslobodio nedužnoga dječaka u njegovoj rodnoj zemlji. Tamo upoznaje invalida Johnnyja Joestara, nekadašnjeg američkog džokeja, i zadivljuje Johnnyja svojom tehnikom vrtnje željeznih kugla zvanom Spin koja mu je dozvolila da ustane na kratko vrijeme nakon što je došao u doticaj s njegovom kuglom. Zajedno putuju od zapada do istoka Sjeverne Amerike s jahačima iz svih krajeva svijeta. Tamo nalaze dio tijela Isusa Krista koji Johnnyju daje Stand i zagonetku koja će mu otkriti gdje se nalaze ostali dijelovi tijela. Nedugo nakon toga otkrivaju da je utrka bila organizirana da pobjednik pronađe sve dijelove i donese ih do cilja gdje će mu ih oduzeti i dati predsjedniku SAD-a Funny Valentineu koji je veliki domoljub i planira iskoristiti njihove natprirodne moći kako bi pretvorio SAD u svjetsku supersilu.
8. dio: JoJolion (ジョジョリオン Jojorion, 2011. – 2021.):
Radnja je smještena nakon prirodnih nepogoda koje su pogodile Japan i njegov fiktivni grad Morioh u 2011. Jednog jutra studentica Yasuho Hirose pronalazi golog mladića koji je izgubio sva sjećanja. Daje mu nadimak "Josuke" i pomaže mu da otkrije svoj identitet. Nakon neuspjele istrage Josuke je primljen u dom obitelji Higashikata. Josuke primjećuje da glava obitelji Norisuke IV očito skriva nešto od njega, ali kasnije doznaje da je obitelj Higashikata povezana s obitelji Joestar zbog Johnnyjevog braka s kćeri jednog od jahača koji se zvao Higashikata.
9. dio: The JOJOLands ((ザ・ジョジョランズ, Za JoJoranzu, 2023. – )
The JOJOLands je deveti i najaktualniji dio serijala. Priča se odvija na vulkanskom otočju Havaja u Tihom oceanu. Jodio Joestar, petnaestogodišnjak koji živi na otoku Oahu, želi postati prljavo bogat koristeći se tzv. mehanizmima svijeta. Kako bi ostvario svoje ciljeve, planira ukrasti dijamant bogatog turista uz pomoć tima koji se sastoji od njegove sestre Dragone Joestar, Paca Laburantesa i Usagija Alohaoea. Međutim, nailaze na neočekivanu situaciju pri pljački.